# Tarics Péter
Tarics Péter (Komárom, 1966. május 16. –) előadóművész, újságíró, politológus, rendező, közíró.

## Életrajz
Szülővárosában érettségizett 1984-ben. 1984–198 között a pozsonyi Komenský Egyetem Természettudományi Karán matematikát és fizikát tanult. 1985-ben Komáromban történelmi és irodalmi előadósorozatot indított a magyarságtudat ápolására, melynek keretében 36 estet rendezett. 1987-től a komáromi Városi Művelődési Központ szakelőadója, majd 1990-től újságíró lett; különböző ismeretterjesztő előadásokat, műsoros és irodalmi esteket tartott (volt pl. Madách Imre-, Széchenyi István-, Ady Endre-, József Attila-, Sütő András-estje stb.). 1988-tól a Magyar Televízió Panoráma című műsorának munkatársa. 1991-ben a Komáromi Lapok szerkesztője, 1994-ben megalakította a Szinnyei József Könyvkiadót. Műsoraival, előadásaival Magyarországon kívül Európa több országában is fellépett. Irodalmi, publicisztikai, történetírói pályázatok díjazottja. (2020-ban A Magyar Kultúra Lovagja címmel tüntették ki.) Határsávon túl címmel önálló előadói CD-t adott ki.

## Művei
- Tanúságtétel, (i)gazság, végítélet - 1956 cselekvő lelkiismerete - határon túli magyar hitvallással (is) (Múzeum 1956 Emlékére Közhasznú Alapítvány, Bp., 2019.)
- Függöny fel! - Tarics Péter színdarabjai: 30 esztendő - 10 bemutatott színmű (Országos Színháztörténeti Múzeum és Intézet, Bp., 2016.)
- Oláh György breviáriuma (Széchenyi István Polgári Társulás, 2015.)
- Hazugságvizsgálat avagy az igazság ára - Magyarság- és világpolitikai reflexiók 1984-2014 (Panoráma Világklub, Bp., 2014.)
- Hinni a magyar szó erejében - Boráros Imre színházi hitvallása (Boráros Imre Színház - Kecskés László Társaság Alapítvány, Komárom, 2014.)
- (I)gazság és lehetőség között - Hogyan élt és Halt meg Latinovits Zoltán? (Hungarovox, Bp., 2013.)
- Köszönöm a beszélgetést - Értékes emberek, korszakalkotó történetek (Hungarovox, Bp., 2012.)
- Isten tenyerén a magyarságért - Dobai Sándor atya cselekvő hitvallása (Médiamix, Bp., 2011.)
- Aki Európából (is) látta Magyarországot - Gróf Széchenyi István tekintete (Püski, Bp., 2010.)
- Egy nép kiáltott... 1956 és a megtorlás (Kairosz, Bp., 2008.)
- Magyar ezredforduló - Tizenöt év almanachja 1989-2004 (Pallas Antikvárium, Bp., 2005)
- A magyar rovásírás és annak elsajátítási módja (Rákóczi Szövetség Komáromi Csoportja - Püski, Komárom - Bp., 1998.)
- Magyarként a Felvidéken 1918-1993 (Püski, Bp., 1994.)
- Kisebbségi vallomástöredékek - Összegyűjtött írások és előadások (Püski, Bp., 1992)
- A komáromi Klapka-szobor története - képekben (Komárom, 1992.)
- A vállalás hűsége - Felvidéki magyar körkép (Bp., 1991.)
- Születésnapi köszöntő - A MATESZ 35 éve (Komárom, 1988.)